# Хонзик, Герд
Герд Хо́нзик (нем. Gerd Honsik; 10 октября 1941, Вена, Австрия — 7 апреля 2018) — австрийский журналист, писатель, поэт и отрицатель Холокоста.

## Биография
Хонзик родился 10 октября 1941 года, по его собственным словам, в «семье достойных нацистов».
Хонзик был активистом в австрийском «Volksbewegung» («Народном движении»), также известный как «Volksbewegung gegen Überfremdung» («Народное движение против проникновения иностранцев») " («People’s Movement») и «Ausländer-Halt-Bewegung» («Движение — стоп иностранцам»), а также в ультраправой Национал-демократической партии Норберта Бургера. Он был основателем группы «Национальный фронт», которая согласно своему уставу проводил мероприятия по «отмене системы»
Иногда подписывался псевдонимом «Gerhon Endsik» — анаграмма его имени удлинённая на две буквы, которая ссылается с немецким политическим термином Endsieg («окончательная победа»).
5 мая 1992 года Гонсик был оштрафован и приговорен австрийским судом в Вене к 18-месячному тюремному заключению в связи с его деятельностью как отрицателя Холокоста, в частности издание книг, в одной из которых он упрекает во лжи Симона Визенталя, в другой под названием «Оправдание Гитлера» (нем. Freisprüch für Hitler) он пытается оправдать некоторые преступления нацистской эпохи, в книге «33 свидетеля, которые свидетельствуют против лжи газовых камер» (англ. 33 Witnesses against the Gas Chamber Lie) он отрицает существование в концлагерях газовых камер как орудий убийства.
После оглашения приговора уехал в Испанию, чтобы уклониться от наказания в виде лишения свободы.
В Испании издавал ежемесячный бюллетень ревизионистского направления в небольшом формате под названием «Стой!» («Stop!»).
В августе 2007 года испанские власти, согласно международному ордеру на арест, задержали Гонсика в Малаге и экстрадировали его на родину для отбытия тюремного заключения, к которому он был осужден в 1992 году. Хонсик подал апелляцию, требуя сократить тюремный срок из-за своего преклонного возраста и плохого состояния здоровья, а прокуратура предложила увеличить срок наказания. В результате суд оставил приговор в силе.
Пока Гонсик находился в тюрьме, прокуратура подготовили новое уголовное дело, с более широкой доказательной базой — за годы жизни в Испании писатель распространил в интернете множество статей, которые разоблачали, по мнению австрийских прокуроров, его праворадикальные взгляды. В рамках нового дела речь шла о статьях, которые 67-летний подсудимый опубликовал в Испании. 28 апреля 2009 Гонсик был приговорен венским судом присяжных к пяти годам тюремного заключения за «рецидив», позднее срок был сокращен до четырёх лет. Прокурор утверждал, что Хонсик является «одним из идеологических лидеров» европейского движения неонацистов и его распространения его «журналов ненависти» в школах нарушает австрийское законодательство.
В сентябре 2011 Хонсик был выпущен досрочно на свободу, подписав обязательство не высказываться публично на тему Холокоста.

## Публикации
- Lüge, wo ist dein Sieg? Dichtung eines österreichischen Dissidenten. Eigenverlag, Königstetten 1981
- Freispruch für Hitler? 37 ungehörte Zeugen wider die Gaskammer. Hrsg. v. Burgenländischen Kulturverband, Wien 1988 (in Deutschland indiziert)
- Schelm und Scheusal. Meineid, Macht und Mord auf Wiesenthals Wegen. Hg. Bright Rainbow-Limited, 1993
- Sein letzter Fall. Dr. Herbert Schaller für Honsik gegen Simon Wiesenthal. 1996
- Im Alcázar nichts Neues! Das Epos des Zwanzigsten Jahrhunderts. Hg. Göran Holming, Major a.D., 2002
- Rassismus legal? Halt dem Kalergi-Plan. Hg. Bright Rainbow-Limited, o.J. — Zweite Aufl. udT:Rassismus legal? Der Juden drittes Reich. Verleger Bright-Rainbow, Castelldefells (Barcelona), 2005 ISBN 8492272554
- Der Blumenkrieg. Sollen meine Bücher brennen? Aus den gerichtlich verfolgten Gedichtbänden des einschlägig vorbestraften Gerd Honsik. Hg. Burgenländische Kulturgesellschaft, o.J
- Von Deutschlands Freiheitskampf — Die großen Balladen und die kleinen Verse des meistverfolgten Dichters Europas. Honsiks gesammeltes lyrisches Werk. Gibraltar, Wheatcroft Associacion, o.J
- Fürchtet euch nicht. Wien, Eigenverlag, o.J.
- Ein Prophet entkam. Hg. Göran Holming, Major a.D, o.J. (Diverse Aufsätze von Gerd Honsik aus den SchriftenDer BabenbergerundHalt)